# Garbolc
Garbolc es un pueblo ubicado en el distrito de Fehérgyarmat, en el condado de Szabolcs-Szatmár-Bereg, Hungría.

## Superficie
Posee una superficie de 7,240 kilómetros cuadrados.

## Demografía
Hasta 2019 la población era de 118 habitantes, con una densidad de población de 16,30 habitantes por kilómetro cuadrado.